# Krivoklátske lúky
Krivoklátske lúky jsou přírodní památka v katastrálním území obce Krivoklát v okrese Ilava v Trenčínském kraji na Slovensku. Území bylo vyhlášeno v roce 1993 a má rozlohu 4,33 hektaru. Předmětem ochrany jsou pestrá travní společenstva.